# Club Atlético Defensores de Belgrano
Club Atlético Defensores de Belgrano é um clube de futebol argentino sediado na cidade de Buenos Aires. Atualmente disputa a Primera B Nacional (Terceira Divisão).
Seus jogos como mandante são realizados no Estádio Juan Pasquale, com capacidade de 9 mil lugares.

## História
O clube foi fundado em 25 de maio de 1906 por um grupo de jovens, com o nome de Defensores de Belgrano Foot-ball Club, e com o objetivo de disputar as Ligas Independentes de Futebol de Buenos Aires.
Em agosto de 2011, o Defensores ganhou as manchetes ao anunciar a contratação do atacante Ariel Ortega, ídolo do River Plate e com passagem pela Seleção Argentina. Ele fez sua estreia contra o Deportivo Morón, marcando um gol de pênalti.

## Uniforme
- Uniforme titular: Camisa preta com listras verticais vermelhas, calção preto e meias pretas;
- Uniforme reserva: Camisa branca com uma fina faixa preta com bordas vermelhas, calção branco e meias brancas;
- Terceiro uniforme: Camisa preta com detalhes vermelhos, calção preto e meias pretas.

## Elenco
18 de fevereiro de 2025

Nota: Bandeiras indicam equipe nacional, conforme definido pelas regras de elegibilidade da FIFA. Os jogadores podem ter mais de uma nacionalidade não-FIFA.
| N.º |           | Posição | Jogador                    |
| --- | --------- | ------- | -------------------------- |
| 1   | Argentina | G       | Alejandro Medina           |
| 2   | Argentina | D       | Agustín Massaccesi         |
| 3   | Argentina | D       | Fernando Rodríguez         |
| 4   | Argentina | D       | Gustavo Mendoza            |
| 5   | Argentina | M       | Ignacio Gutiérrez          |
| 6   | Argentina | M       | Juan De Tomasso            |
| 7   | Argentina | A       | Ezequiel Aguirre (capitão) |
| 8   | Argentina | M       | Agustín Benítez            |
| 9   | Argentina | A       | Facundo Pons               |
| 10  | Argentina | M       | Brian Gómez                |
| 11  | Argentina | M       | Patricio Moyano            |
| 12  | Argentina | G       | Luciano Peraggini          |
| 13  | Argentina | D       | Gonzalo Gamarra            |
| 14  | Argentina | D       | Fabián Dauwalder           |
| 15  | Argentina | D       | Luciano Correa             |
| 16  | Argentina | M       | Ramiro Rúmbolo             |
| 17  | Argentina | M       | Cristian Sánchez           |

| N.º |           | Posição | Jogador              |
| --- | --------- | ------- | -------------------- |
| 18  | Argentina | A       | Enzo González        |
| 19  | Argentina | A       | Lautaro Cerato       |
| 20  | Argentina | M       | Emiliano Vecchio     |
|     | Argentina | G       | Lautaro Daus         |
|     | Argentina | G       | Nicolás Nocetti      |
|     | Argentina | D       | Lorenzo Cores        |
|     | Argentina | D       | Juan Pablo Segovia   |
|     | Argentina | M       | Nicolás Borsotti     |
|     | Argentina | M       | Bautista González    |
|     | Argentina | M       | Simón Herrera        |
|     | Argentina | M       | Matías Laba          |
|     | Argentina | M       | Facundo Pereyra      |
|     | Argentina | M       | Ignacio Rossi        |
|     | Argentina | M       | Gonzalo Villafañe    |
|     | Argentina | A       | Matías Gómez         |
|     | Argentina | A       | Gianluca Pugliese    |
|     | Argentina | A       | Franco Sassone       |
|     | Argentina | A       | Francisco Tcherkaski |

## Títulos
- Segunda Divisão (amadora): 2 (1914, 1917)
- Segunda Divisão: 1 (1967)
- Terceira Divisão: 5 (1953, 1958, 1972, 2000/2001, 2017/2018)
- Quarta Divisão: 1 (1991/1992)

## Links
- Site oficial